# Forst Düngel
Der Forst Düngel ist ein niedersächsischer Staatsforst in den Gemeinden Schwanewede und Hagen im Bremischen. Das Waldgebiet liegt nördlich der Heidhofer Teiche und östlich der Ortschaft Meyenburg in der historischen Landschaft Osterstade. Im Norden des Waldgebietes liegen die zu Hagen gehörenden Ortschaften Uthlede, Lehnstedt und Wulsbüttel; im Osten befindet sich die Garlstedter Heide mit der Lucius-D.-Clay-Kaserne.
Das Gebiet wird von der Autobahn A 27 durchschnitten. Entwässert wird es durch den Kuhfleth und den Garlstedter Abzugsgraben, die beide im Aschwardener Flutgraben münden sowie durch Quellbäche der Drepte.
Im Düngel befinden sich mehrere Steingräber, darunter die Ganggräber Lehnstedt 82 und 83 sowie der Lagerfriedhof in Meyenburg und das 1977/78 erbaute Wasserwerk Düngel.

## Geschichte
1770 wurde das erste Forsthaus im Düngel errichtet; bereits seit 1751 gab es erste Versuche zur Wiederaufforstung. 1885 wurde ein neues Forsthaus gebaut.